# Los discípulos de Emaús (Caravaggio, Londres)
Los discípulos de Emaús o Cena de Emaús (en italiano, Cena in Emmaus) es un óleo sobre lienzo pintado en 1602 por el artista italiano Michelangelo di Caravaggio. Tiene 140 centímetros de alto y 197 cm de ancho. Se conserva en la National Gallery de Londres. En 1606 el artista hizo una segunda versión del mismo tema, que se conserva en la Pinacoteca de Brera de Milán.

## Historia
La Cena de Emaús de Londres es contemporánea del San Juan Bautista, y es reconocida como el encargo del noble romano Ciriaco Mattei por el que pagó 150 escudos el 7 de enero de 1602. Más tarde fue adquirido por el cardenal Scipione Borghese. Al igual que ocurrió con otras obras de Caravaggio, causó gran polémica, debido a la forma de tratar un tema religioso, lo que obligó al autor a pintar una nueva versión.

## Análisis
Representa el momento cumbre de la acción del episodio descrito en el Evangelio de Lucas, 24:30-32:

Y esto sucedió. Mientras estaba en la mesa con ellos, tomó el pan, pronunció la bendición, lo partió y se lo dio. y en ese momento se les abrieron los ojos y lo reconocieron. Pero ya había desaparecido. Entonces se dijeron el uno al otro: «¿No sentíamos arder nuestro corazón cuando nos hablaba en el camino y nos explicaba las Escrituras?»

Se representa a los dos discípulos de Jesucristo: Cleofás a la izquierda y Santiago a la derecha, en el momento de reconocer al Cristo resucitado, que se había presentado como el viandante al que habían invitado a la cena. El cuadro representa el momento en el que bendice el pan, acto que forma parte del sacramento de la Eucaristía.
Cristo está representado con los rasgos del Buen Pastor, imagen frecuente en el Arte paleocristiano, un joven imberbe de aspecto andrógino, que simboliza la promesa de vida eterna, el renacimiento, y la armonía, entendida como unión de contrarios. Como San Marcos (16:12) dice que Jesús se les apareció «bajo distinta figura», Caravaggio le ha representado como joven, y no con barba en la edad de su crucifixión, como sí hace en cambio en La vocación de san Mateo, donde un grupo de cambistas sentados es interrumpido por Cristo. Es un tema recurrente en las pinturas de Caravaggio el que lo sublime interrumpa las tareas cotidianas.
Los dos discípulos muestran estupor, Cleofás se levanta de la silla y muestra en primer plano el codo doblado. La postura de espaldas funciona asimismo como recurso para involucrar más directamente al espectador en la escena. Lleva ropas rotas. Por su parte Santiago, vestido de peregrino con la concha sobre el pecho, alarga los brazos con un gesto que parece copiar simbólicamente la cruz, y une la zona de sombra con aquella en la que cae la luz. Este discípulo gesticula extendiendo los brazos en un gesto que desafía la perspectiva, excediendo del marco de referencia. El brazo de Cristo, lanzado por delante, pintado en escorzo, da la impresión de profundidad espacial. El cuarto personaje, el posadero contempla la escena interesado, pero sin consciencia, no capta el significado del episodio al que está asistiendo, ya que sólo los discípulos son capaces de reconocerlo por su gesto de bendecir los alimentos.

## Estilo

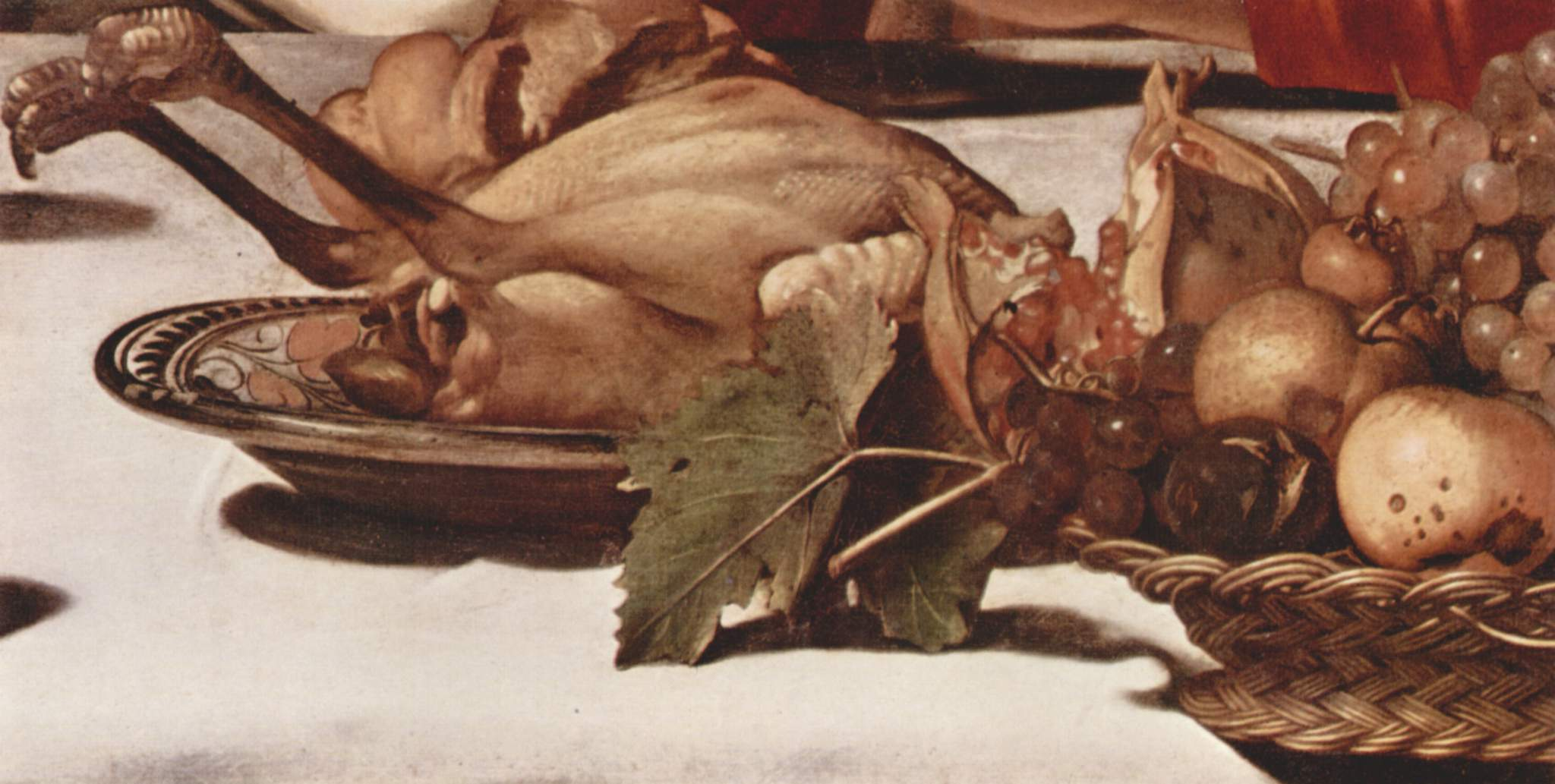
Detalle.

El estilo con el que se narra esta escena evangélica es realista. Los discípulos tienen cara de trabajadores y la figura de Cristo es regordeta y ligeramente femenina. La Iglesia se opuso fuertemente a esta forma de tratar los temas religiosos.
La pintura es atípica por las figuras de tamaño natural y el fondo oscuro y vacío.
Como en la tradición de la pintura véneta y lombarda, Caravaggio resalta el bodegón sobre la mesa, con varios objetos descritos con gran virtuosismo, uniendo incluso a la vez realismo y simbolismo en un lenguaje único. 
El pan y la jarra de vino aluden a la eucaristía. La jarra de vidrio y el vaso reflejan la luz, el pollo con las piernas estiradas ha sido interpretado como símbolo de la muerte, aunque no todos los expertos de iconografía están de acuerdo. La canastilla de mimbre con frutas, parecido al de otra célebre obra del pintor (el Cesto con frutas), pende peligrosamente sobre el borde de la tabla. Mediante este artificio del cesto que parece ir a caerse, como la postura de los brazos abiertos de Santiago se logra que el espectador acceda a la obra.
En este cesto hay diversas frutas, pintadas magistralmente con sus imperfecciones. En ellas se pueden encontrar significados teológicos: la uva negra indica la muerte, la uva blanca la resurrección, las granadas son símbolos de la pasión de Cristo, las manzanas pueden ser entendidas como frutas de gracia o llevar el significado del pecado original, en fin la sombra de la canastilla crea sobre la tabla la imagen del pez, otro signo cristológico.
En esta obra la luz divina, que ilumina un espacio en penumbra, está determinada por los efectos pictóricos y cromáticos.